# Édouard Laurent
Pour les articles homonymes, voir Laurent (patronyme).
Édouard Charles Albert Laurent, né le 5 août 1896 à Velaines et mort le 15 mars 1972 à Nice, est un militaire et résistant français, Compagnon de la Libération. Vétéran de la Première Guerre mondiale et de la guerre du Rif, il intègre ensuite divers états-majors. Affecté aux services de renseignement de l'armée à la veille de la Seconde Guerre mondiale, il reste à ce poste après l'armistice de 1940 et s'en sert comme couverture pour fournir des renseignements à la France libre. S'engageant ensuite pour cette dernière, il sert dans l'organisation de résistance de l'Armée et participe à la libération de la France. Après la guerre, il devient général et occupe plusieurs fonctions de commandement au sein de l'armée avant de se retirer du service.

## Biographie

### Jeunesse et première guerre mondiale
Édouard Laurent naît le 5 août 1896 à Velaines, dans la Meuse, d'un père sous-officier de la garde républicaine. Titulaire d'un certificat d'études primaires supérieures d'histoire-géographie, il suit ensuite des études supérieures à la faculté de lettres de Grenoble avant d'entrer à l'école nationale des chartes,. Élève officier de réserve, il est mobilisé en 1915 dans les rangs du 106e régiment d'infanterie,. Il est ensuite affecté au 25e régiment d'infanterie. Il se distingue en participant à des missions de renseignements qui permettent à ses supérieurs de préparer des offensives efficaces ce qui lui vaut une citation à l'ordre du régiment en 1917.

### Entre-deux-guerres
Choisissant de rester dans l'armée après la guerre, Édouard Laurent est affecté au 1er régiment étranger puis au 4e régiment étranger puis passe dans l'artillerie en rejoignant les rangs du 93e régiment d'artillerie de montagne. Engagé dans la guerre du Rif au Maroc, il s'illustre en menant à bien des missions de liaison permettant une coordination efficace des tirs d'artillerie et reçoit une citation à l'ordre de la division. Il retourne ensuite en métropole pour être affecté à l'état-major de la 20e région militaire à Nancy puis à l'État-Major des armées en 1937,. Expérimenté dans le domaine du renseignement, il entre 2e bureau du grand quartier général juste avant le début de la seconde guerre mondiale,.

### Seconde Guerre mondiale
Lieutenant-colonel, il est toujours en poste au grand quartier général pendant la drôle de guerre et la bataille de France puis, après l'armistice du 22 juin 1940, il est affecté à la direction du service de l'armistice. Opposé au régime de Vichy et désireux de poursuivre la lutte contre l'Allemagne, il demeure cependant au sein de l'armée d'armistice dont il se sert de couverture pour prendre part à des actions de résistance. Sous-chef du 2e bureau de l'état-major à Vichy, il intègre le réseau Kléber de Louis Rivet et entre en contact avec l'attaché militaire américain Bob Schow. Après l'invasion de la zone sud par les allemands en novembre 1942, Édouard Laurent est placé en congé d'armistice en janvier 1943,.
Il s'engage alors pour la France libre en tant qu'agent P1 et intègre l'organisation de résistance de l'Armée (ORA),. Sous les pseudonymes de Lamarche ou Arthur, il participe à la mise en place de l'organisation dans la région sud-est. En juillet 1943, le général Verneau, chef de l'ORA, le met à la tête du 2e bureau. Promu colonel en décembre 1943, il entre en liaison avec le réseau Résistance-Fer avec lequel il obtient de nombreux renseignements permettant d'avoir une vision d'ensemble de l'implantation et des mouvements de troupes allemandes sur tout le territoire français,. Ces renseignements, d'une grande importance au moment des débarquements de Normandie et de Provence, lui apporte une citation à l'ordre de l'armée,. Basé dans l'Aveyron, il monte à Paris le 5 août 1944 pour travailler aux côtés du général Revers, successeur de Verneau. Le 25 août suivant, il participe à la libération de Paris et s'empare des locaux de l'État-Major des armées dont il est nommé chef du 2e bureau dès le lendemain.

### Après-Guerre
Promu général de brigade le 1er octobre 1945, il prend le commandement de la 3e brigade d'artillerie à Mulhouse le mois suivant. Le 19 mai 1947, il est mis à la disposition de Paul Béchard, secrétaire d'État à la présidence du conseil, dont il dirige le cabinet militaire,. Il occupe ensuite la même fonction au secrétariat à la guerre, toujours avec Paul Béchard qui a changé de ministère. Nommé auditeur à l'institut des hautes études de Défense nationale en janvier 1949, il prend le commandement de la division d'Alger en février suivant puis est promu général de division en août. Il quitte l'Algérie en février 1952 pour devenir adjoint du gouverneur militaire de Lyon avant de prendre le commandement du secteur de défense des Alpes en avril 1954,. De retour à Lyon le 13 août 1954, il en devient à son tour le gouverneur militaire puis est promu général de corps d'armée en avril 1955.
Le général Laurent quitte le service actif en 1956. Spécialiste en archéologie et en géographie du Sahara il participe à des missions scientifiques et techniques en Algérie, au Niger et au Tchad, notamment la mission Berliet-Ténéré,. Parallèlement, il est adjoint au maire de Lyon et chargé du 1er arrondissement ainsi que président de la société d'entraide de la Légion d'honneur. De 1965 à 1972, il est membre de l'académie des sciences, belles-lettres et arts de Lyon qu'il préside de 1969 à 1970. Il fait également partie de la société d'histoire de Lyon-Rive gauche et de la société littéraire, historique et archéologique de Lyon.
Édouard Laurent meurt le 15 mars 1972 à Nice et est inhumé dans son village natal de Velaines.

## Décorations
|  |  |  |  |  |  |
|  |  |  |  |  |  |
|  |  |  |  |  |  |
|  |  |  |  |  |  |

| Grand officier de la Légion d'honneur                       | Grand officier de la Légion d'honneur                       | Grand officier de la Légion d'honneur                       | Compagnon de la Libération Par décret du 17 novembre 1945                     | Compagnon de la Libération Par décret du 17 novembre 1945                     | Compagnon de la Libération Par décret du 17 novembre 1945                     | Croix de guerre 1914-1918 Avec une étoile de bronze   | Croix de guerre 1914-1918 Avec une étoile de bronze   | Croix de guerre 1914-1918 Avec une étoile de bronze   |                                                       |                                                       |                                                       |
| Croix de guerre 1939-1945 Avec deux palmes                  | Croix de guerre 1939-1945 Avec deux palmes                  | Croix de guerre 1939-1945 Avec deux palmes                  | Croix de guerre des Théâtres d'opérations extérieurs Avec une étoile d'argent | Croix de guerre des Théâtres d'opérations extérieurs Avec une étoile d'argent | Croix de guerre des Théâtres d'opérations extérieurs Avec une étoile d'argent | Officier de l'Ordre des Palmes académiques            | Officier de l'Ordre des Palmes académiques            | Officier de l'Ordre des Palmes académiques            |                                                       |                                                       |                                                       |
| Médaille coloniale Avec agrafe "Maroc 1925-26"              | Médaille coloniale Avec agrafe "Maroc 1925-26"              | Médaille coloniale Avec agrafe "Maroc 1925-26"              | Officier de la Legion of Merit (États-Unis)                                   | Officier de la Legion of Merit (États-Unis)                                   | Officier de la Legion of Merit (États-Unis)                                   | Officier de l'Ordre de Léopold (Belgique)             | Officier de l'Ordre de Léopold (Belgique)             | Officier de l'Ordre de Léopold (Belgique)             |                                                       |                                                       |                                                       |
| Commandeur avec plaque de l'Ordre de l'Étoile noire (Bénin) | Commandeur avec plaque de l'Ordre de l'Étoile noire (Bénin) | Commandeur avec plaque de l'Ordre de l'Étoile noire (Bénin) | Commandeur avec plaque de l'Ordre de l'Étoile noire (Bénin)                   | Commandeur avec plaque de l'Ordre de l'Étoile noire (Bénin)                   | Commandeur avec plaque de l'Ordre de l'Étoile noire (Bénin)                   | Grand officier de l'Ordre du Ouissam Alaouite (Maroc) | Grand officier de l'Ordre du Ouissam Alaouite (Maroc) | Grand officier de l'Ordre du Ouissam Alaouite (Maroc) | Grand officier de l'Ordre du Ouissam Alaouite (Maroc) | Grand officier de l'Ordre du Ouissam Alaouite (Maroc) | Grand officier de l'Ordre du Ouissam Alaouite (Maroc) |

## Publications
- Édouard Laurent (sous le prénom Albert), Les fortifications et les garnisons de Lyon au XIXe siècle, Lyon, La Guillotière, 1967.
- Édouard Laurent (sous le prénom Albert), Les Vitta : 1820-1954, Noirclerc et Fenetrier, 1966.